# Капитан Дюк
«Капитан Дюк» — рассказ Александра Грина, впервые опубликованный в журнале «Современный мир», 1915, № 8. В 1916  году включён в авторский сборник «Искатель приключений». Впоследствии эта весёлая история включалась в большинство сборников Александра Грина. Издавался в переводе на английский и китайский языки.
Алексей Варламов, автор ЖЗЛ-биографии Грина, характеризует «Капитан Дюк» как «безусловно, один из самых лучших и обаятельных гриновских рассказов»:

Рассказ очень солнечный, написанный с большой любовью к людям. Прекрасны образы и самого Дюка, и бродяги Бильдера, и матросов, которые не знают, как спасти своего капитана. Там нет почти обязательных у дореволюционного Грина крови и злодейства, даже отрицательные образы – брата Варнавы с его каким-то детски простодушным фарисейством и прочих сектантов, питающихся вегетарианской пищей и уныло возделывающих землю на манер участников толстовских общин, в которых и метил своей пародией Грин, – даже они не страшны, не отвратительны, а смешны. Но такие рассказы появлялись у Грина редко, как солнечные деньки в хмуром климате

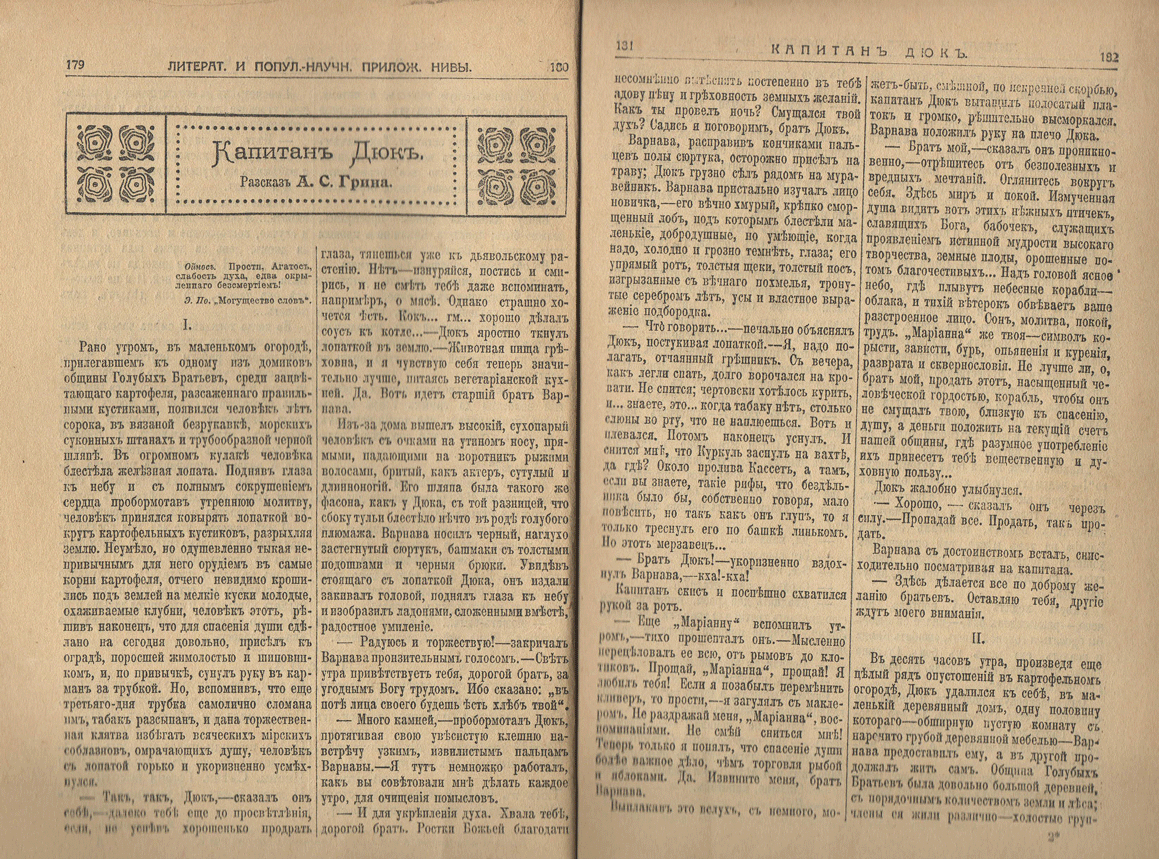
Издание рассказа 1916 года в приложении к журналу "Нива"

## Сюжет
Отважный капитан Дюк, проявив слабость характера, попал в сети секты «Голубые братья». Теперь он вынужден есть только хлеб и овощи, постоянно молиться, читать Библию и мучительно выбирать выражения в разговоре. Руководитель секты брат Варнава требует от него продать любимый корабль «Марианна» и пожертвовать деньги общине. Матросы «Марианны» во главе с коком Сигби, в поисках способа спасти своего капитана, обращаются к местному мудрецу тряпичнику Бильдеру. Тот даёт совет: «скажите ему, щенку, что я, Бильдер, которого он знает двадцать пять лет, утверждаю: никогда в жизни капитан Дюк не осмелится пройти на своей „Марианне“ между Вардом и Зурбаганом в проливе Кассет с полным грузом».
Волшебная фраза Бильдера подействовала с оглушительным эффектом.

Уже не было сил бороться с властным призывом моря, принесшим ему корявым, напоминающим ветреную зыбь, почерком Сигби любовный, нежный упрёк. Торжественно помолчав в душе, капитан выпрямился во весь рост;
отчаянно махнул рукой, прощаясь с праведной жизнью, и, далеко швырнув форменный цилиндр Голубых Братьев, встал грешными коленями на грязную землю, сыном которой был.
— Боже, прости Дюка! — бормотал старый ребенок, сморкаясь в фуляровый платок. — Пропа́сть, конечно, мне суждено, и ничего с этим уже не поделаешь. Ежели б не Кассет — честное слово, я продал бы «Марианну» за полцены. Весьма досадно. Пойду к моим ребятишкам — пропадать, так уж вместе.

Капитан возвращается на «Марианну» и отдаёт команде приказ: немедленно готовиться к выходу в море. Вызов Бильдера принят.